# Bolbocaffer senegalense
Bolbocaffer senegalense är en skalbaggsart som beskrevs av François Louis Nompar de Caumont de Laporte 1840. Bolbocaffer senegalense ingår i släktet Bolbocaffer och familjen Bolboceratidae. Inga underarter finns listade.